# 시댁 (영화)
《시댁》은 1969년 공개된 대한민국의 영화이다.

## 배역
- 최은희
- 신성일
- 유미
- 이수련
- 김학
- 이경아
- 어윤길
- 석금성
- 강계식
- 박상익
- 고설봉
- 김신재
- 김명자
- 윤난성
- 문미봉
- 박부양
- 임운학